# Owch Tappeh
Owch Tappeh (persiska: وچ تَپِّه, اوچ تپه, Ūch Tappeh) är en ort i Iran.   Den ligger i provinsen Zanjan, i den nordvästra delen av landet, 290 km väster om huvudstaden Teheran. Owch Tappeh ligger 1 937 meter över havet och antalet invånare är 705.
Terrängen runt Owch Tappeh är kuperad norrut, men söderut är den platt.Runt Owch Tappeh är det ganska glesbefolkat, med 47 invånare per kvadratkilometer. Närmaste större samhälle är Zarrīnābād, 11,1 km söder om Owch Tappeh. Trakten runt Owch Tappeh består i huvudsak av gräsmarker.